# توماس سميث (سياسي)
توماس سميث (بالإنجليزية: Thomas Smith)‏ هو سياسي أمريكي، ولد في 1 مايو 1799 في مقاطعة فاييت في الولايات المتحدة، وتوفي في 12 أبريل 1876 في الولايات المتحدة. حزبياً، نشط في الحزب الديمقراطي. وقد انتخب عضو مجلس ولاية إنديانا وانتخب عضو مجلس نواب إنديانا وانتخب عضو مجلس النواب الأمريكي.